# 앵그리 버드 2: 독수리 왕국의 침공
《앵그리 버드 2: 독수리 왕국의 침공》(영어: The Angry Birds Movie 2)는 미국에서 제작된 서럽 밴 오먼 감독의 2019년 애니메이션, 액션 영화이다. 아콰피나 등이 주연으로 출연하였다. 2016년 영화 앵그리버드 더 무비의 후속작으로서 2019년 8월 14일 컬럼비아 픽처스를 통해 개봉되었다.

## 줄거리
레드가 이끄는 새들의 섬과 레너드가 이끄는 피그 아일랜드는 서로 장난 전쟁을 벌이고 있다. 어느 날, 근처 이글 아일랜드에서 날아온 거대한 얼음 공이 피그 아일랜드 근처 바다에 떨어지면서 돼지들은 새들과 영구적인 휴전을 모색하게 된다. 이글 아일랜드의 리더인 제타는 얼어붙은 환경에 화가 나서 슈퍼 무기로 얼음 공을 발사하여 주민들을 강제로 대피시켜 두 섬을 점령하려 한다. 레드의 가장 친한 두 친구 척과 밤은 레드를 놀라게 하고 스피드 데이트 활동에 참여하도록 요청하며, 거기서 레드는 척의 여동생인 공대생 실버를 만나게 되는데, 실버는 레드가 자신과 맞지 않다고 생각한다. 한편, 레드의 분노 조절 동기인 테렌스와 선생님 마틸다의 딸 조이는 친구 빈센트와 사만다와 놀다가 태어나지 않은 여동생들이 들어있는 알을 잃어버리고, 그들은 알을 되찾으려고 노력한다.
레너드는 레드를 설득하여 척, 밤, 실버, 마이티 이글, 그리고 레너드의 새로운 조수 코트니를 영입하는 동맹을 맺는다. 마이티 이글의 동굴에서 열린 비밀 회의는 제타의 슈퍼 무기가 이글 산을 강타하면서 중단되고, 이는 새들의 섬에 사는 다른 새들을 불안하게 만든다. 이제 돼지 발명가 개리가 합류한 팀이 잠수함을 타고 이글 아일랜드로 이동하면서 레드는 다른 새들에게 대피할 필요가 없다고 안심시킨다. 그곳에 도착하자마자 마이티 이글은 제타가 한때 자신의 약혼녀였지만, 자신이 겁쟁이여서 그녀를 버렸다고 고백한 뒤 날아가 버린다. 레드는 혼자 싸우겠다고 주장하지만, 실버는 그를 따라가기로 결심한다. 그들은 무기의 입구를 통해 기지에 침입했다가 잡혀 풍선 물놀이 장난감으로 얼어붙는다. 제타는 용암으로 가득 찬 얼음 공을 두 섬에 발사하려는 자신의 계획을 말하고 새로 업그레이드된 대포를 시연한다. 새들에게 대피하라고 말하지 않은 것을 후회하는 레드는 실버에게 모두에게 사랑받고 싶다는 소망을 털어놓고, 실버는 그를 위로하고 둘을 풀어준다. 한편, 다른 팀원들은 독수리로 변장하여 기지 안으로 들어갈 열쇠 카드를 얻고, 레드와 실버와 재회하여 두 섬에 대한 실제 공격을 위해 10분 안에 탄약을 장전하기 시작하는 대포를 파괴할 계획을 세운다.
레드와 실버는 얼음 공 안에 들어가 제타의 대포의 나선형 탄약 트랙을 따라 굴러 내려가고, 그들의 동맹들은 독수리들의 주의를 분산시키고 스위치를 찾아 당겨 트랙을 끊어 공이 날아가 대포를 부수도록 노력한다. 계획은 실패하고 제타와 그녀의 경비병들이 그들과 맞서면서 그녀는 무기를 발사할 기회를 얻는다. 마이티 이글이 도착하여 제타에게 그녀를 버린 것에 대해 사과함으로써 그녀를 막으려는 필사적인 시도를 한다. 제타는 그를 뿌리치며 그의 진짜 이름이 이든이고 그녀의 조수 데비가 그들의 딸이라고 밝힌다. 제타가 방심하는 동안 척은 실버의 새로운 발명품인 매우 강력한 끈인 슈퍼 스트링을 사용하여 무기를 묶고, 제타가 발사한 용암 공을 잡고 감속시킨다. 끈이 끊어지자, 마침내 알을 되찾은 새끼들과 집에 돌아오는 여정에 합류했던 이슬라, 소피, 올리버라는 세 마리의 아기 돼지들이 이글 아일랜드를 지나가며 끈을 잡는 것을 돕는다. 용암 공은 대포 안으로 미끄러져 들어가 대포와 기지를 파괴한다. 모두 탈출하고, 마이티 이글은 데비가 금속판에 깔리는 것을 막아 그녀와 제타에게 자신을 속죄한다.
마이티 이글과 제타는 새들의 섬에서 결혼하고, 나머지 새들, 돼지들, 독수리들은 축하한다. 그 후 레드는 섬을 구한 공을 실버와 팀 전체에게 돌리고, 그 결과 그의 정직함과 이타심으로 인해 더욱 사랑받게 된다. 레드와 실버는 척의 불만에도 불구하고 연인 관계를 시작한다.
한편, 새끼들은 조이의 여동생들의 알이 아니라 자신들이 때려눕혔던 보아뱀의 알을 실수로 되찾았다는 것을 알게 된다. 나이 많은 새끼들과 보아뱀은 서로 부화한 알을 돌려주지만, 조이의 여동생들은 나이 많은 새끼들의 실망에도 불구하고 바다로 나간다.

## 출연

### 주연
- 아콰피나
- 도브 카메론
- 피터 딘클리지

### 조연
- 스털링 K. 브라운
- 제이슨 서디키스
- 빌 헤이더

### 더빙판
- 신용우: 레드
- 정영웅: 밤
- 신경선: 척
- 엄상현: 레너드
- 최석필: 마이티 이글
- 전숙경: 제타
- 이새벽: 실버
- 이소영: 마틸다
- 김지성: 제이
- 이재현: 데비
- 김도영: 코트니
- 한복현: 게리
- 김민주
- 서문석
- 한상덕
- 홍진욱

## 같이 보기
- 비디오 게임을 원작으로 한 영화 목록